# Escut de Torrelles de Foix
L'escut oficial de Torrelles de Foix té el següent blasonament:
Escut caironat: d'atzur, 2 torres de sable obertes acostades sobremuntades de 3 estrelles d'argent malordenades. Per timbre, una corona de marquès.

## Història
Va ser aprovat el 15 de setembre de 1992 i publicat al DOGC el 25 del mateix mes amb el número 1649.
Les dues torres són el senyal parlant tradicional referent al nom de la població; els tres estels són igualment un senyal tradicional. El castell local va esdevenir la seu del marquesat de Foix l'any 1711, cosa que es reflecteix en el coronament de l'escut.